# El control de la venjança
El control de la venjança (títol original: So Close) és una pel·lícula de Hong Kong dirigida per Corey Yuen, estrenada el 2002. Ha estat doblada al català.

## Argument
Lynn i Sue, dues germanes, són assassines a sou especialitzades en espionatge industrial. Hong Yat Hong, jove agent de la policia de Hong Kong es llança a la seva pista després de l'assassinat d'un milionari.

## Repartiment
- Shu Qi: Lynn
- Zhao Wei: Sue
- Karen Mok: Hong Yat Hong
- Song Seung-heon: Ien
- Yasuaki Kurata: Mestre
- Derek Wan: Mestre
- Michael Wai: Ma Siu Ma
- Wan Siu-Lun: Chow Nunn
- Shek Sau: Chow Li
- Ki Yan Lam: Alice
- Josie Ho: Ching
- May Kwong: May

## Al voltant de la pel·lícula
- Aquesta no és la primera vegada que Hong Kong posa en escena grans assassines. Trobem per exemple Marcial Angels, estrenada l'any 2001, ja amb Shu Qi, així com Naked Weapon, dirigida l'any 2002 per Tony Ching.
- La cançó que es repeteix regularment al film es titula (They Long to Be) Close to You i és interpretada per Corrinne May. Destacar que el CD de la banda original del film conté una versió cantada per Karen Mok en lloc de la de Corrinne May.